# Černeča Hora
Černeča Hora (ukr. Чернеча гора) je mjesto u zapadnoj Ukrajini kod grada Mukačeva. Mjesto je postalo poznato radi ekumenskoga samostana Sv. Nikole, kamo hodočasti cijela zakarpatska Ukrajina. 

## Samostan Sv. Nikole
Samostan Sv. Nikole prvobitno je bio pravoslavni manastir, ali je 1622. nakon sklapanja Brestske crkvene unije pristupio Uniji. Kasnije je bio sjedište mukačevskih biskupa. Mnogo je značio za katolicizam. 
Godine 1926. darovao mu je Pio XI. dragocjenu sliku Majke Božje iz 1453. Otada ga ponovno mnogo posjećuju hodočasnici napose o Velikoj Gospi.

## Vanjske poveznice
- Spomenici kulture u Mukačevu (ukr.)
- Značaj Mukačivske eparhije (ukr.)[neaktivna poveznica]
- Položaj manastira Sv. Nikole